# Air Berlin Turkey
Air Berlin Turkey is een dochtermaatschappij van Air Berlin en Pegasus Airlines. De eerste twee toestellen van Air Berlin Turkey zijn dan ook afkomstig uit de vloot van Pegasus Airlines, maar staan gestationeerd in Antalya. De eerste vlucht werd uitgevoerd op 1 november 2011 en vloog van luchthaven Antalya naar luchthaven Stuttgart.
Er werd reeds bekendgemaakt dat 2 Boeing 737-800s van Air Berlin met als registratie D-ABAF en D-ABAG zich in de zomer van 2012 bij de Air Berlin Turkey-vloot zouden voegen, dit is echter nooit gebeurd. De D-ABBD werd reeds op 13 april 2012 aan de vloot toegevoegd en geregistreerd als TC-IZF.

## Vloot
In september 2012 zag de vloot van Air Berlin Turkey er als volgt uit:
| Type           | Reg.   | Aflevering |
| -------------- | ------ | ---------- |
| Boeing 737-800 | TC-IZB | 01-11-2011 |
| Boeing 737-800 | TC-IZC | 01-11-2011 |
| Boeing 737-800 | TC-IZF | 13-04-2012 |

De gemiddelde leeftijd van de vloot was 5,8 jaar. (data september 2012)

## Opheffing
Op 31 maart 2013 werd Air Berlin Turkey opgeheven. De drie toestellen van de vloot werden overgezet naar de vloot van Pegasus Airlines, maar behielden hun registratie. De exacte reden voor het stoppen van de maatschappij is niet bekend. Waarschijnlijk werd ze opgeheven omdat ze geen 'nut' meer had doordat Air Berlin Turkey enkel nog vloog in opdracht van Pegasus Airlines en zo niet meer rendabel was.